# لوسیانو فوشی
لوسیانو فوشی (انگلیسی: Luciano Foschi؛ زادهٔ ۳ ژوئیهٔ ۱۹۶۷) بازیکن فوتبال اهل ایتالیا است.
از باشگاه‌هایی که در آن بازی کرده‌است می‌توان به باشگاه فوتبال کرمونزه، البیا کالچو ۱۹۰۵، و باشگاه ورزشی لاتزیو اشاره کرد.